# 瑟曼 (科羅拉多州)
瑟曼（英語：Thurman）是位於美國科羅拉多州華盛頓縣的一個非建制地區。該地的面積和人口皆未知。

## 地理
瑟曼的座標為39°44′29″N 103°13′04″W / 39.74139°N 103.21778°W，而該地的平均海拔高度為1486米（即4876英尺）。